# میدشن ایمیک
مِـیدشن اِیمیک (انگلیسی: Mädchen Amick؛ ‎/ˈmeɪdʃən ˈeɪmɪk/‎ MAYD-shən AY-mik؛ زادهٔ ۱۲ دسامبر ۱۹۷۰) یک هنرپیشه اهل ایالات متحده آمریکا است. وی از سال ۱۹۸۹ میلادی تاکنون مشغول فعالیت بوده‌است.
از فیلم‌هایی که وی در آن نقش داشته است، می‌توان به کشیش، داستان ترسناک آمریکایی: هتل، توئین پیکس: با من بر آتش برو، به‌دام‌افتاده در بهشت، و سریال ریوردیل اشاره کرد.